# Ядерные модели
Ядерные модели — это методы описания свойств ядер атомов, основанные на представлении ядра в виде физического объекта с заранее известными характерными свойствами. Из-за того, что ядро представляет собой систему достаточно большого числа сильно взаимодействующих и расположенных близко друг к другу частиц (нуклонов), которые при этом состоят из кварков, теоретическое описание такой системы является очень трудной задачей. Использование моделей позволяет достичь приближённого понимания процессов, происходящих с участием атомных ядер и внутри их. Существуют различные модели ядра, каждая из них способна описать лишь ограниченную совокупность ядерных свойств. Некоторые модели выглядят даже взаимоисключающими.

## Наиболее известные модели

### Капельная модель
Была предложена Нильсом Бором в 1936 году в рамках теории составного ядра. Согласно этой теории, атомное ядро можно представить в виде сферической равномерно заряженной капли из особой ядерной материи, которая обладает несжимаемостью, насыщением ядерных сил, «испарением» нуклонов (нейтронов и протонов), напоминая жидкость. Эта модель развивалась Яковом Френкелем и, в дальнейшем, Джоном Уилером, на её основании Карлом Вайцзеккером была получена полуэмпирическая формула для энергии связи ядра атома, названная в его честь формулой Вайцзеккера. Капельная модель является макроскопической теорией, она не учитывает микроскопического строения ядра, например, распределения ядерных оболочек.

Модель хорошо описывает важнейшие свойства ядер — свойство насыщения, то есть пропорциональность энергии связи тяжёлых ядер массовому числу A = N+Z; зависимость радиуса ядра R от A: {\displaystyle R\sim A^{1/3}}, причины деления ядер и их механизм, ядерные реакции при низких энергиях, идущие через составное ядро Бора, но не описывает некоторые члены в формуле для энергии связи ядра, например энергию спаривания, не объясняет существование и особую устойчивость магических ядер
Предложена в 1932 году Дмитрием Иваненко совместно с Евгением Гапоном, в 1949 году дополнена Марией Гёпперт-Майер и Хансом Йенсеном. Аналогична теории оболочечного строения атома, в которой электроны наполняют электронные оболочки, и, как только оболочка заполнена, значительно понижается энергия связи для следующего электрона. Согласно модели ядро представляет собой систему нуклонов, независимо движущихся в усреднённом поле, создаваемом силовым воздействием остальных нуклонов. Каждый нуклон находится в определённом индивидуальном квантовом состоянии, характеризуемом энергией, моментом вращения j, его проекцией m на одну из координатных осей и орбитальным моментом вращения l = j± 1/2. Энергия уровня не зависит от проекции момента вращения на внешнюю ось, поэтому на каждом энергетическом уровне с моментами j, l может находиться (2j + 1) нуклонов, образующих оболочку (j, l). Совокупность близких по энергии уровней образует оболочку ядра. Когда количество протонов или нейтронов достигает магического числа, отвечающего заполнению очередной оболочки, возникает возможность скачкообразного изменения некоторых характеризующих ядро величин (в частности, энергии связи). Физической причиной периодичности является принцип Паули, запрещающий двум тождественным фермионам находиться в одном и том же состоянии.
Оболочечная модель позволила объяснить спины и магнитные моменты ядер, различную устойчивость атомных ядер, а также периодичность изменений их свойств, применима для описания легких и средних ядер, а также ядер, находящихся в основном состоянии.
Модель не объясняет деформированные ядра.

### Коллективная модель ядра
Предложена в 1952 году Оге Бором и Б. Моттельсоном.
Возникла на основе капельной модели. Рассматривает ядро как остов, образованный нуклонами заполненных оболочек и внешних нуклонов, движущихся в поле создаваемом нуклонами остова. Модель объяснила природу низколежащих возбуждений ядер, которые интерпретируются как динамическая деформация поверхности.

### Обобщённая модель ядра
Предложена в 1952 году Оге Бором и Б. Моттельсоном. Объяснила большие квадрупольные моменты некоторых ядер тем, что внешние нуклоны таких ядер деформируют остов, который становится вытянутым или сплюснутым.

### Ротационная модель
Согласно экспериментальным данным в области массовых чисел 150 < A < 190 и А > 200, квадрупольные моменты ядер чрезвычайно велики и отличаются от значений, предсказываемых оболочечной моделью, в десятки раз. В этой же области значений А зависимость энергии нижних возбуждённых состояний ядер от спина ядра оказывается похожей на зависимость энергии вращающегося волчка от его момента вращения. Согласно модели ядро предполагается несферическим.
Существенная черта ротационной модели — сочетание вращения всего ядра, как целого, с движением отдельных нуклонов в несферическом потенциальном поле. При этом предполагается, что вращение всего ядра происходит достаточно медленно по сравнению со скоростью движения нуклонов. Ротационная модель позволяет описать ряд существенных свойств большой группы ядер, при этом необъяснённым остаётся сам факт возникновения ротационного спектра (факт вращения всего ядра, как целого).

### Сверхтекучая модель ядра
Предложена в 1958 году Оге Бором и Дж. Валатином. Согласно этой модели аналогично тому, как спаривание электронов в металлах порождает сверхпроводимость, спаривание нуклонов приводит к сверхтекучести ядерного вещества. В ядрах предполагается спаривание нуклонов с одними и теми же значениями квантовых чисел (j, l) и с противоположными проекциями полного момента вращения нуклона, равными —j, —j + 1,… j—1, j. Физическая причина спаривания — взаимодействие частиц, движущихся по индивидуальным орбитам.
Модель удовлетворительно объясняет как абсолютные значения моментов инерции, так и их зависимость от параметра деформации Р.

### Кластерная модель (модель нуклонных ассоциаций)
Возникла во второй половине 30-х годов. Её суть составляет предположение, что ядро состоит из α-частичных кластеров, используется для объяснения свойств некоторых лёгких ядер. Предполагается, например, что ядро лития 6Li значительную часть времени проводит в виде дейтрона и α-частицы, вращающихся относительно центра тяжести ядра.

### Статистическая модель ядра
Предложена в 1936 году Яков Френкелем и 1937 году Львом Ландау. При высокой энергии возбуждения число уровней в средних и тяжёлых ядрах велико, а расстояния между уровнями малы. Зависимость плотности уровней энергии описывается методами статистической физики, рассматривая возбуждение как нагрев Ферми-жидкости нуклонов. Модель применима для описания распределения уровней энергии и распределения вероятности излучения квантов при переходе между высоколежащими возбужденными состояниями ядра, она позволяет учесть поправки, связанные с наличием оболочек в ядре.

### Оптическая модель ядра
Используется для описания упругого рассеяния нуклонов на ядрах и прямых ядерных реакций, происходящих с характерными ядерными временами {\displaystyle 10^{-22}-10^{-23}} с. Ядро представляется в виде полупрозрачной сферы с определенными коэффициентами преломления и поглощения. При попадании на такую сферу частица испытывает все виды взаимодействия, характерные для распространения света в полупрозрачной оптической среде: отражение, преломление, поглощение.

### Вибрационная модель
Используется для объяснения спектра коллективных возбуждений сферических ядер в результате поверхностных и квадрупольных колебаний жидкой капли, под которой понимается ядро.